# Novara (provins)
Provinsen Novara (it. Provincia di Novara) er en provins i regionen Piemonte i det nordlige Italien. Novara er provinsens hovedby.
Der var 343.040 indbyggere ved folketællingen i 2001.

## Geografi
Provinsen Novara grænser til:
- i nord mod provinsen Verbano Cusio Ossola,
- i øst og syd mod Lombardiet (provinserne Varese, Milano og Pavia) og
- i vest mod provinsen Vercelli.

## Kommuner
- Agrate Conturbia
- Ameno
- Armeno
- Arona
- Barengo
- Bellinzago Novarese
- Biandrate
- Boca
- Bogogno
- Bolzano Novarese
- Borgo Ticino
- Borgolavezzaro
- Borgomanero
- Briga Novarese
- Briona
- Caltignaga
- Cameri
- Carpignano Sesia
- Casalbeltrame
- Casaleggio Novara
- Casalino
- Casalvolone
- Castellazzo Novarese
- Castelletto sopra Ticino
- Cavaglietto
- Cavaglio d'Agogna
- Cavallirio
- Cerano
- Colazza
- Comignago
- Cressa
- Cureggio
- Divignano
- Dormelletto
- Fara Novarese
- Fontaneto d'Agogna
- Galliate
- Garbagna Novarese
- Gargallo
- Gattico-Veruno
- Ghemme
- Gozzano
- Granozzo con Monticello
- Grignasco
- Invorio
- Landiona
- Lesa
- Maggiora
- Mandello Vitta
- Marano Ticino
- Massino Visconti
- Meina
- Mezzomerico
- Miasino
- Momo
- Nebbiuno
- Nibbiola
- Novara
- Oleggio
- Oleggio Castello
- Orta San Giulio
- Paruzzaro
- Pella
- Pettenasco
- Pisano
- Pogno
- Pombia
- Prato Sesia
- Recetto
- Romagnano Sesia
- Romentino
- San Maurizio d'Opaglio
- San Nazzaro Sesia
- San Pietro Mosezzo
- Sillavengo
- Sizzano
- Soriso
- Sozzago
- Suno
- Terdobbiate
- Tornaco
- Trecate
- Vaprio d'Agogna
- Varallo Pombia
- Vespolate
- Vicolungo
- Vinzaglio

45°27′N 8°37′Ø / 45.45°N 8.62°Ø